# Calidris bairdii
Il gambecchio di Baird (Calidris bairdii, Coues 1861) è un uccello della famiglia degli Scolopacidae.

## Sistematica
Calidris bairdii non ha sottospecie, è monotipico.

## Distribuzione e habitat
Questo uccello vive in tutto il Sud America e Nord America, escluse alcune isole dei Caraibi come Cuba, Hispaniola e Giamaica; vive anche in Russia, Giappone e Groenlandia. È di passo in Europa centro-settentrionale e occidentale, in Italia, Islanda e Grecia, in Australia e Nuova Zelanda, in Senegal, Namibia e Sudafrica, e in Oman.